# جبل البرقة والمكحلية
جبل البرقة يعتبر جزء من قرية قفيل التابعة لعزلة اليوسفيين بمديرية القبيطة التابعة لمحافظة لحج الذي يطل على قرى مثل قفيل والصيرات والرزنة والمرقب في السابق كان يمثل نقطة مهمة حين كانت الطريق العامة تمر منه وبالتالي كان ولا زال الرابط الأول للقرى الشرقية مع القرى المجاورة له.
جبل البرقة يمثل متنفس رائع حيث ويطل على سد وادي قفيل أهم معالم المنطقة.
وتعتبر المكيحلية ومنزل بن سيف في نجد الحيمر فعلياً آخر أجزاء قرية قفيل من جهة الشمال أسفل جبل البرقة باتجاه القرى المجاورة مثل دياش وثيلة.

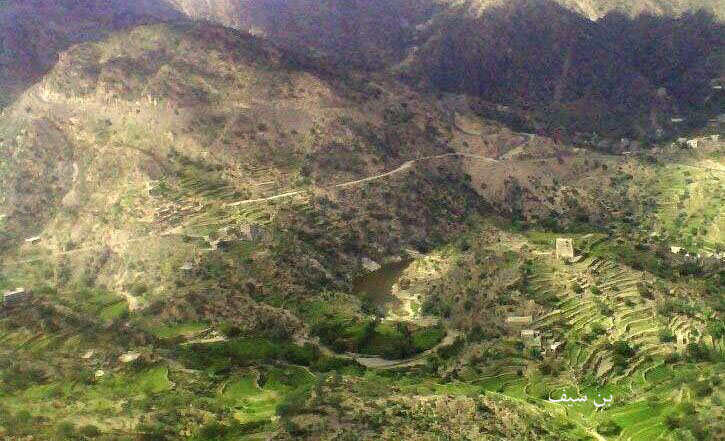
جبل البرقة - قفيل